# Massimiliano Donati
Massimiliano Donati (Rieti, 16 giugno 1979) è un velocista italiano.
È fratello maggiore del velocista azzurro Roberto Donati, primatista italiano della staffetta 4×100 metri.

## Palmarès
| Anno | Manifestazione          | Sede     | Evento      | Risultato  | Prestazione | Note |
| ---- | ----------------------- | -------- | ----------- | ---------- | ----------- | ---- |
| 1998 | Mondiali juniores       | Annecy   | 200 metri   | 7º         | 21"08       |      |
| 1999 | Mondiali                | Siviglia | 4×100 metri | Batteria   | 38"98       |      |
| 2001 | Mondiali indoor         | Lisbona  | 200 metri   | Semifinale | 21"97       |      |
| 2001 | Universiade             | Pechino  | 4×100 metri | Bronzo     | 39"35       |      |
| 2003 | Mondiali                | Parigi   | 4×100 metri | Semifinale | 38"93       |      |
| 2004 | Giochi olimpici         | Atene    | 4×100 metri | Batteria   | 38"79       |      |
| 2005 | Giochi del Mediterraneo | Almería  | 4×100 metri | Oro        | 39"13       |      |
| 2005 | Mondiali                | Helsinki | 4×100 metri | Batteria   | dq          |      |
| 2005 | Universiade             | Smirne   | 4×100 metri | Oro        | 39"13       |      |
| 2006 | Europei                 | Göteborg | 4×100 metri | 6º         | 39"42       |      |

## Campionati nazionali
- 2 volte campione nazionale nei 200 metri piani (2004, 2005)
- 1 volta campione nazionale indoor nei 60 metri piani (2007)

## Altre competizioni internazionali
2003
- Oro in Coppa Europa ( Firenze), 4×100 metri - 38"42

2006
- Argento in Coppa Europa ( Malaga), 4×100 metri - 39"14